# Araneus viperifer
Araneus viperifer är en spindelart som beskrevs av Schenkel 1963. Araneus viperifer ingår i släktet Araneus och familjen hjulspindlar. Inga underarter finns listade i Catalogue of Life.